# Thyroptera lavali
Thyroptera lavali (Pine, 1993) è un pipistrello della famiglia dei Tirotteridi diffuso nell'America meridionale.

## Descrizione

### Dimensioni
Pipistrello di piccole dimensioni, con la lunghezza della testa e del corpo tra 42 e 50 mm, la lunghezza dell'avambraccio tra 38 e 42 mm, la lunghezza della coda tra 30 e 32 mm, la lunghezza del piede tra 4 e 7 mm, la lunghezza delle orecchie tra 11 e 13 mm e un peso fino a 9 g.

### Aspetto
La pelliccia è lunga e lanuginosa, più corta sulle spalle. Le parti dorsali sono marroni scure, mentre le parti ventrali sono marroni con la base dei peli più scura. Il muso è lungo ed appuntito, gli occhi sono piccoli. Le orecchie sono a forma di imbuto, separate e marroni chiare. Il trago è corto e con l'estremità arrotondata. Le ali sono attaccate posteriormente alla base dell'artiglio dell'alluce. Sono presenti dei grossi cuscinetti adesivi ovali alla base dei pollici e sulla pianta dei piccoli piedi. La punta della lunga coda si estende di circa 4,8-7,2 mm oltre l'ampio uropatagio, il quale è ricoperto dorsalmente di file trasversali di piccole formazioni verrucose. Il calcar è lungo e con un distinto rigonfiamento lungo il bordo esterno.

## Biologia

### Comportamento
Si rifugia probabilmente tra le fronde delle palme.

### Alimentazione
Si nutre di insetti catturati in volo sopra corsi d'acqua.

### Riproduzione
Femmine gravide sono state catturate nei mesi di gennaio, febbraio e ottobre. Danno alla luce un piccolo alla volta.

## Distribuzione e habitat
Questa specie è diffusa nell'Ecuador orientale, Perù centrale e nord-orientale, Venezuela centrale e meridionale e nello stato brasiliano settentrionale del Pará.
Vive nelle foreste sempreverdi.

## Conservazione
La IUCN Red List, considerato che ci sono poche informazioni circa il suo areale, lo stato della popolazione e i requisiti ambientali, classifica T.lavali come specie con dati insufficienti (DD).